# 1961 au Canada
Pour un article plus général, voir Chronologie du Canada.
Cet article traite des événements qui se sont produits durant l'année 1961 au Canada.

## Événements

### Politique

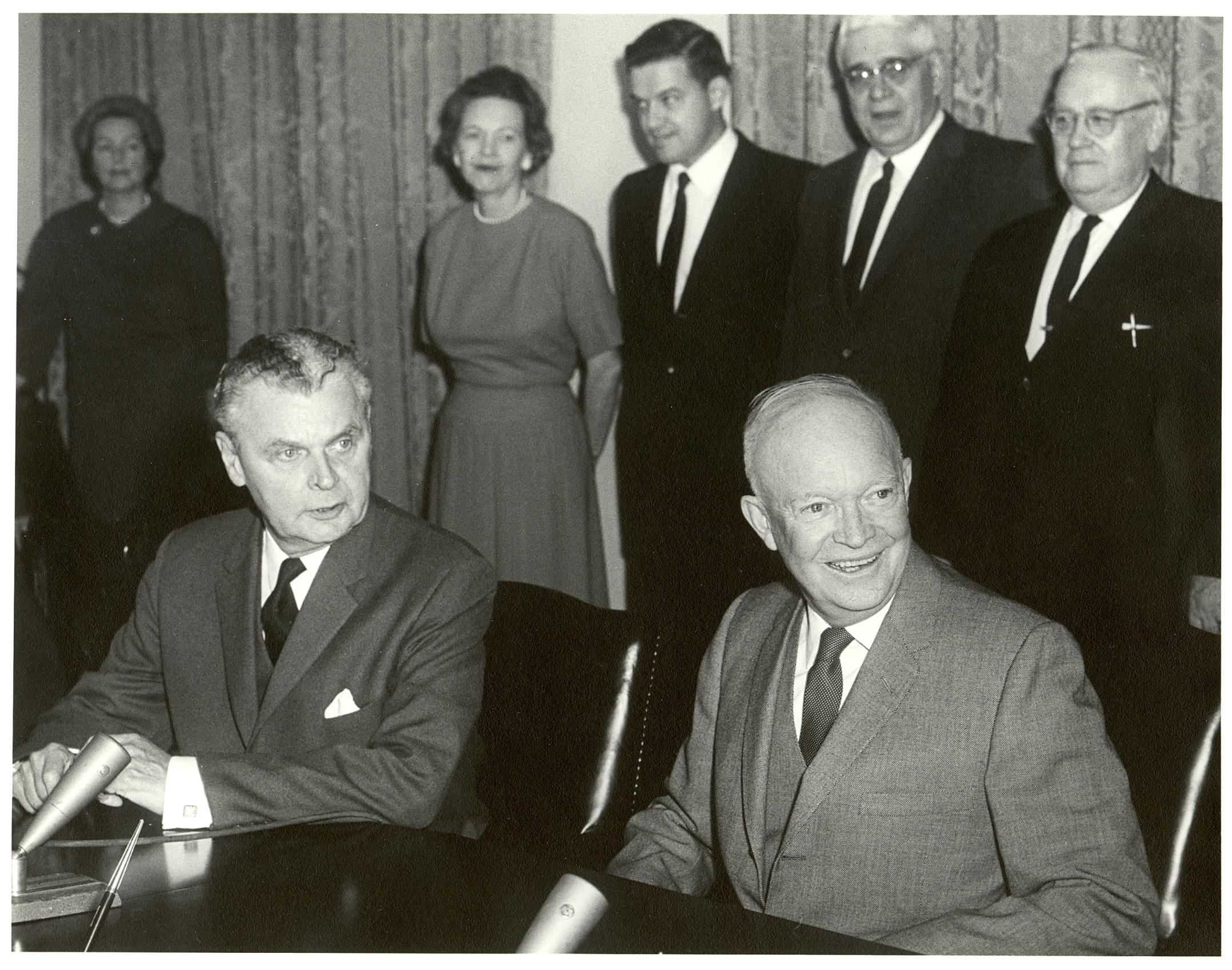
John Diefenbaker et Dwight Eisenhower à la signature du traité du fleuve Columbia (Janvier 1961).

- 17 janvier : traité du fleuve Columbia.
- 10 avril : Le Canada adhère à l'Organisation de coopération et de développement économiques (OCDE)
- 21 avril : le Premier ministre du Québec Jean Lesage met en place la Commission Parent sur le système d'éducation québécois.
- 17 juin : fondation du Nouveau Parti démocratique, ancien Parti social démocratique du Canada.
- 29 décembre : établissement des relations diplomatiques entre le Canada et le Salvador.

- Publication des Insolences du frère Untel de Jean-Paul Desbiens qui dénonce le système scolaire du Québec sous tutelle religieuse.
- Marie-Claire Kirkland-Casgrain est la première femme élue à l’Assemblée nationale du Québec.
- Établissement du Refuge d'oiseaux du golfe Reine-Maud dans les territoires du Nord-Ouest.

### Justice
- Affaire Munsinger est une affaire d'espionnage au profit de l'Union soviétique et de scandale sexuel. Gerda Musinger est déportée en Allemagne de l'Est.

### Sport

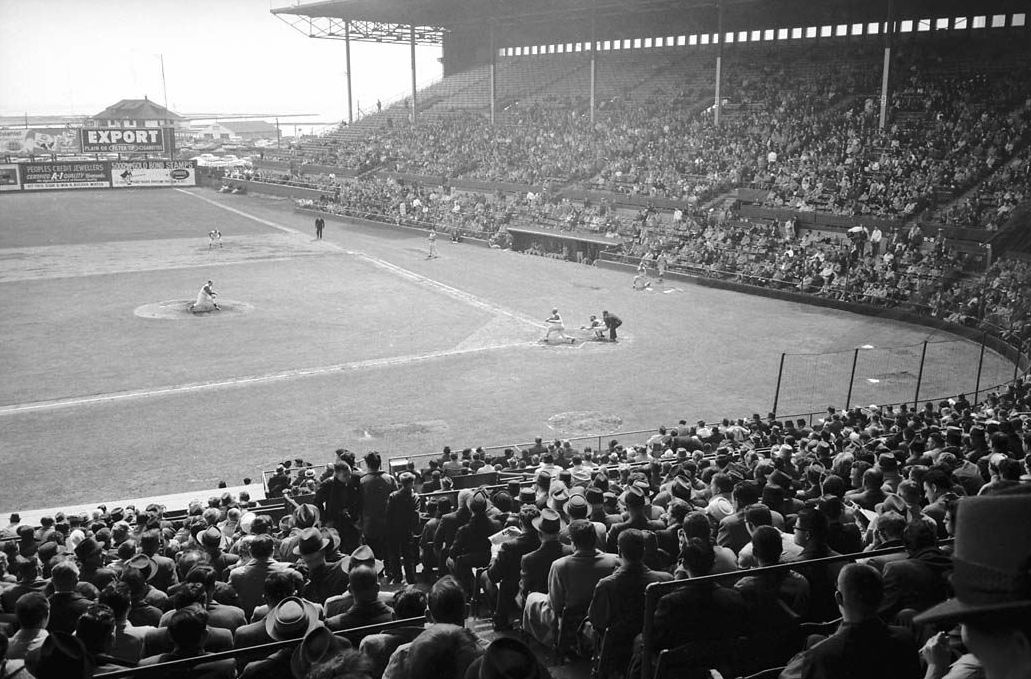
Équipe de baseball Toronto Maple Leafs à leur match d'ouverture

#### Hockey
- Fin de la Saison 1960-1961 de la LNH suivi des Séries éliminatoires de la Coupe Stanley 1961. Aucune équipe canadienne en finale. Les Blackhawks de Chicago remportent la Coupe Stanley contre les Red Wings de Détroit.
- Les St. Michael's Majors de Toronto remportent la Coupe Memorial 1961.
- Début de la Saison 1961-1962 de la LNH.
- Fondation du Temple de la renommée du hockey.

#### Football
- Les Blue Bombers de Winnipeg remportent la 49e finale de la Coupe Grey contre les Tiger-Cats de Hamilton 21-14.

#### Autres
- 27 mai : naissance du cheval de course Northern Dancer.

### Économie
- La Banque Canadienne de Commerce et la Banque Impériale du Canada fusionnent pour former la Banque Canadienne Impériale de Commerce.

### Science
- Le premier appel de téléphone transatlantique est réalisé par la reine Élisabeth II au premier ministre John Diefenbaker.

### Culture
- Fondation de l'Éditions des Aboiteaux par Anselme Chiasson.
- Poésie Double Persephone de Margaret Atwood.

#### Chanson
- Claude Léveillée interprète Les vieux pianos.
- Jacques Bélanger (Brigitte Martel) interprète Maman tu es la plus belle du monde.

### Religion
- Marius Paré devient évêque au Diocèse de Chicoutimi.

## Naissances
- 18 janvier : Mark Messier, joueur de hockey sur glace.
- 26 janvier : Wayne Gretzky, joueur de hockey sur glace.
- 27 janvier : Tony Clement, ancien homme politique ontarien.
- 28 février : René Simard, chanteur.
- 16 mars : Todd McFarlane, auteur.
- 1er mai : Clint Malarchuk, ancien gardien de but professionnel de hockey sur glace.
- 15 mai : Anthony Rota, politicien fédéral.
- 1er juin : Paul Coffey, ancien défenseur vedette de la Ligue nationale de hockey.
- 9 juin : Michael J. Fox, acteur.
- 25 août : Dave Tippett, ancien joueur professionnel de hockey sur glace.
- 30 septembre : Erica Ehm, actrice et productrice.
- 2 novembre : k.d. lang, chanteuse.
- 10 novembre : Daniel Marchildon, romancier, nouvelliste, auteur pour la jeunesse, journaliste et scénariste franco-ontarien.
- 23 novembre : Floyd Roland, premier ministre des Territoires du Nord-Ouest.
- 8 décembre : André Bachand, homme politique fédéral provenant du Québec.
- 10 décembre : Mark McKoy,  athlète.
- 30 décembre : Ben Johnson, sprinter.

## Décès
- 14 mai : Albert Sévigny, homme politique fédéral provenant du Québec.
- 12 juillet : Mazo de la Roche, auteure.
- 15 juillet : John Edward Brownlee, premier ministre de l'Alberta.
- 22 octobre : Harry Nixon, premier ministre de l'Ontario.